# (157747) Mandryka
(157747) Mandryka est un astéroïde de la ceinture principale.

## Description
(157747) Mandryka est un astéroïde de la ceinture principale. Il fut découvert par Jean-Claude Merlin le 2 février 2006 à Tenagra II. Il présente une orbite caractérisée par un demi-grand axe de 3,12 UA, une excentricité de 0,203 et une inclinaison de 18,203° par rapport à l'écliptique.
Il fut nommé en hommage à Nikita Mandryka (né en 1940 à Bizerte en Tunisie), célèbre dessinateur de bandes-dessinées. Il a cofondé L'Écho des savanes, on lui doit également le personnage du Concombre Masqué.

## Compléments